# وليد سعد
وليد حسن سعد جمعة (18 فبراير 1973 -)، هو ملحن مصري.  

## حياته
هو من مواليد الإسماعيلية في 18 فبراير عام 1973 نشأ في أسرة فنية، فوالده هو الفنان حسن سعد، مطرب السمسمية الأول، وأحد رموز الغناء في منطقة القناة، والذي مثل مصر بحفلاته وأغنياته في جميع أنحاء العالم.، متزوج وله أربعه أبناء

## مسيرته
- تأثر «وليد» بوالده كثيراً واعتبره معلمه الأول، حيث زرع فيه من الصغر حب الموسيقى، وجعله ينشأ على أغنيات عمالقة الطرب، وأتاح له الاطلاع على الثقافات الموسيقية المختلفة التي شكلت هويته الموسيقية فيما بعد.

- التحق بالمعهد العالى للموسيقى العربية بناء على نصيحة والده، لكي يصقل موهبته بالدراسة الأكاديمية.
- حصل على بكالوريوس المعهد العالي للموسيقى العربية عام 1993 بتقدير امتياز مع مرتبة الشرف، وترتيب الأول على الدفعة.
- عين عقب تخرجه معيدًا بالمعهد العالى للموسيقى العربية، ولكنه فضل الابتعاد عن العمل الأكاديمي والتفرغ للتلحين والغناء.
- بدأ مشواره مع الاحتراف عام 1994 بأول أغنية من ألحانه والتي أثارت ضجه في ذلك الوقت وهي «أول حبيب» للمطرب إبراهيم عبد القادر، ثم أغنية «أوعدك» للمطرب أحمد جوهر، أعقبها بأغنية «يا رامينى في الغرام» لـ«هشام عباس»، بعدها توالت أعماله الناجحة مع جميع نجوم مصر والوطن العربى، لتصل حتى الآن إلى ما يزيد عن 2700 أغنية.
- استطاع وليد سعد أن يقف في مصاف كبار ملحنين  الوطن العربى، ويقدم مئات من الألحان الناجحه حتى أنه لقب بـ«سلطان الألحان» و «بليغ حمدى الجيل الجديد».
- حصد على الكثير من الجوائز في العديد من الاستفتاءات، ونال التكريم من عدة مؤسسات فنية وإعلامية في مصر والوطن العربي.
- وفي العام الحالي اختارت إحدى الباحثات في كلية التربية الموسيقة ألحانه لتكون موضوع رسالة الدكتوراه الخاصة بها.

## الإنجازات[1]
- تعاون مع أبرز نجوم الغناء في الوطن العربي من أجيال مختلفة بدءاً من ورده [2] انا ليا مين غيرك، سلام الأحباب، منك لله، لو كان عليه،
- تامر حسنى أنت حياتى، حب، قرب حبيبى، انتى نسيتى نفسك، كل سنه وأنت طيب، رحله الحياه
- وليد توفيق متغرب،
- عمرو دياب لو كان يرضيك، ولسه بتحبه، فاكرني يا حب
- محمد فؤاد تحرمنى ليه، خساره، هاتمثل، انا لو حبيبك، مش حبيبه حد فينا، معقول كبر الغرام، يا ناسى روحى، الله لو نرضى، ليك حق تزعل، عم حمزه، ولا نص كلمه،
- محمد منير خايف، بتبعدينى، البعد نار،
- أليسا خد بالك عليا، عكس الشيفنها، من غير مناسبة، تصدق بمين، مصدومه، ما عا، ش ولا كان، عيشه والسلام،[3]
- شرين قله النوم، ومين اختار، بطمنك، كلام، اخيرا أتجرأت، عين ونينى، كنت بقول، إللى جارحنى، مابتفرحش، على مين، الملامة، لسه في الايام امل، سيبنى، بحبك قوى، لا يا حبيبى.
- نانسى عجرم معجبه، اللى كان، حبك ليه، مين دا النسيك، سافر، خدوا بالكو دى مصر، بلديات، ماتيجى هنا، صبرك عليه، يا بنات، لو سألتك أنت مصرى، سلمولى عليه، ايه اخبار نفسيته، امتى هشوفك، سطوحى أدى البيضة، قولو هيلا، شاطر شاطر،
- وائل جسار مشيت خلاص، خلينى ذكرى، غريبه الناس، بتوحشنى، لمين هاعيش، بحبك مش حقول، تانى، يوم زفافك، ماتزعلش منى، عمرى وذكرياته، كل دقيقه شخصيه، وَيَا بعض، مين فينا المصدوم، بحبك يا مصر
- اصاله والله ما تحدى، اسفه، فوق من وهمك، مخادع، معجبه فيك، تحيا مصر،
- حسين الجسمى قول رجعت ليه، بحبك وحشتينى، 6 الصبح وحشتنى، دنيتى ، تسلم ايديك ، أيام من حياتى ، 7 عجايب ، عزيزى الشاب المصرى ، اسالو كل الناس ، فرحان بمصر ، سياده المواطن ابن مصر
- راغب علامه صعب تغيب منك لله ، يغيب مايصعبش ، ليالينا القديمه ،
- جورج وسوف الصبر طيب ، شكرا ، سيبت الدنيا ، كلامك يا حبيبى ، خسرت كل الناس ، مستنى منى ايه ، بستنى باليوم واليومين ،
- سميره سعيد قابلتك ليه ، ماضمنش نفسى ، ولسه حبى لك
- فضل شاكر بياع القلوب ، الأنت شايفه حبيته ، عديها نسينى ازاى ، الحب القديم ، انا بحبك ، فاكر لما تقولى ، من اخرها ، بفكر بالساعات ، اللى راحو ، وعهد الله ، حظك يا قلبى ، اعمل ايه ، من كتر حبى فيك ، ممنوع عنى الهوى ، يا هوى الغالين ، وش الطيب ، بنسى العالم ،
- نوال الزغبى اخر مره ، عايزاك ، بتسأل
- ميريام فارس انا قلبى ليك ،
- يارا عيش ، الايام كده
- امال ماهر في ايه بينك وبينها ، رايح بيا فين ، بلاش مناهده ، يا ناسينى ، بتكره ليه ، ضميرى بيانبنى ، انا برضه الأصل ، ولاد انهارده ، سكه السلامة ، بحبك ، أيام ما تتعوضش ، ظروفى صعبه ، ذكرياتنا غلطت ، انا ازاى فاتتنى ، انا بعدك هعمل ايه ، يا مصر
- لطيفه في الكام يوم الفاتو ، سبنى شويه ، يا أغلى قلب ، عمرى ما هنساك ، باطلب السماح ، يادوب ،
- صابر الرباعى مثلت الحب ، بعشقك ، وانا قلت ، اسأل ببساطه ، والله ما تستاهل ، بلغ اعتذاراى ، فينك يا عمرى ، غلطان ، اللى شارينا ، ضاقت بيك ، فين الايام ، يا مصر ، انا بحن
- ذكرى يوم ليك ، عزيز غالى ، طب كنت قولها ، لو يا حبيبى ،
- انغام واحده بتحبك ، مصر بتكبر ، رغم الصعب ، البوم الحكاية المحمدية كامل ،
- عاصى الحلانى لحظه وصال ، تهانينا
- هشام عباس مش هاين عليه ، ليالى الشوق ، يارمينى من الأول حبيبى ، يصعب عليا ، أنت الأولى ، امى الحبيبه ، بسالك ، ناسينى ، ماكنش ذنب حد ، اه من الليالى ، لا تعبنى ، الهوا ، طول ما أنت بخير ، ازاى
- ايهاب توفيق حبيبى ، ونور عينيه ، اعمل ايه ، علمنى الحب ، لا خطر ، الله، يكون في عونك ، الله يسامح حبيبى ، كله بيوعد وبس ، كلامك ، مفيش بعيد على ربنا ، اخر زمن ،
- جنات عشان خاطره ، الطفله البريئة ، انا دنيته ، افهمنى حبيبى ،
- محمد محى صوره ودامعه ، الصغير ، مالى النهارده ، انا بشكرك ، دايما على بالى ، هتنسينى بجد ،
- ديانا حداد حفضل احبك ، خسرت ايه ،
- حماده هلال انا قلت ، جرح الزمن ، دمعه عينيها ، حبيبى ، الاستنزاف
- راشد الماجد سنه تحلفى ليه
- نبيل شعيل ليه يا غرام ، الله يهديك ،
- حكيم افتكرى ياما ، صلوا بينا على النبى
- بهاء سلطان جرحنى مره ، تبقى أنت إللى ليا ، ومالنا ، باماره ايه ، وتندم ليه ، اه لو اشوفك ، قلبى يا ربى ، انتى الغاليه يا بلادى ، أول شهيد
- عبد الفتاح الجرينى اشوف فيك يوم ، 3 كلمات ، سيبك أنت ، كل يوم ، زى ما تحب ، أبقى افتكرنى ، وحياه عنيك ،
- مياده الحناوى يا أعز حبيب ، فين الحبايب ،
- هانى شاكر الا دموعك أنت الحبيب ، أنت ذكرياتى ، ماقولتش ليه ، لو رحت بعيد ، متهم ، تدرى لو شغلونى ، بدعيلك تنسانى ، بحبك يا غالى ، حبيب عينيا ، كفايه ، صديق عمرى ، تقدر تقول ، بكل العمر ، جرحى انا ، قربنى ليك ، لا يا قلبى ، انا بيك ، بعدك ماليش ، الإخلاص ، لو خيروني ، لمسه ايدك ، يا ليلى يا ليلي ، علمنى أسباب الفرح ، كل اللى عرفوك ، الحب مش البوم صور ، لو قالولك ، حبيب حياتى ، نعم ، الملوك ، بلد الأمان ، أيد واحده ،
- عامر منيب حبيت ليه ،
- سميه الخشاب ولا كان على بالى ، انا هامشي ،
- رامى جمال تعدى سنين
- دياب غمازات
- تامر عاشور من غيرك
- أحمد سعد بتصدق كدابين
- خالد سليم الكلام في الحب
- هيثم شاكر جديد عليا ، جرح الناس
- حاتم فهمى ماتقولش ليه
- خالد عجاج متتغرش ، الغرام ، الشوق ، وحدانى ، لامونى ، عمرك ، كان قلبى حاسس ، خلينى في قلبك ، يا صبر صبرنى ، ولا مره ،
- ديانا كرزون في حد اشتكالك ،
- اسما لمنور مقدرتش ، بس اما اشوفك أنت مش أنت
- دينا حايك عملت عشانك
- الين خلف إللى عملت حسابه ، سيبنى كده ، عدى عليا ازاى ، والله حرام ، قالولك ايه
- الشاب جيلاني واحشنى دويتو مع اميره ، الليالى عدو
- فرقه بلاك تيما قالوا على الحب ، كنّا صغار ، بحار
- أمنيه سليمان كل حاجه ، بتقول ندمان
- محمد كيلانى حنيتك ليا
- محمد شاهين شباب مصر
- مى كساب احلى من الكلام
- مايا نصرى عاشقه وبدوب ، تعالى احنا فيها ، انا حاسه بى ، بيخونى ،
- ساره الهانى كرهنى فيك ، علمتنى افتكرتك ، إللى ناسينى
- سوما هاتروح ، لون عنيك ، على طول بتوحشنى
- علاء عبد الخالق ياليالى ، المغرمين ، مين فينا ، مالى ، بعد منك ، وحياه حبنا ، حبى الوحيد ، ولا كلمتنى ،
- شيرين وجدى لو يوم بيعدى ، قابلتك مره واحده
- سوزان تميم يصعب عليا ، اطلب عنينا ،
- حسن الأسمر ياللى داق الجرح ،
- على الحجار علشان بخاف
- زيزى عادل حلم ولا علم ، ما تيجى ننسى
- حاتم العراقي يا طير
- عفاف راضى انا ملك امرك
- محمد الحلو يا صديقى
- إبراهيم عبد القادر أندم أنت والايام مش بالكلام السنين ، أول حبيب ، عمر الهوى ، مين فيهم
- ماجد المهندس مالقتيش الا انا
- مصطفى كامل زمنك انا قلت
- مايا دياب كتير اوى كدا
- أيمن زبيب عمرى وحياتى ، اه لو تعرف حبى ليك ، قالولى انساك
- احمد جوهر اه يا حبيبى ، زمن الملايكه ، لو تطلب عيونى ، إللى خدعنى ، أوعدك
- احمد السعيد قلت سنه ،
- إلينا كلمنى كده
- اشرف بدر حالى ، ندمان
- أمانى مش من قلبك، شايف نفسه ، تعبير جميل
- ايهاب كامل ما تبكيش يا امى
- دويتو جرح الحبيب ديانا حداد ومحمد العزبى
- انا خايف بشرى وحماده هلال
- إللى في عينى بهاء سلطان وسومه
- وحشنى شاب جيلانى واميره
- والعديد من الأعمال الفنية الأخري على سبيل المثال وليس الحصر تتر مسلسل أهل كايرو غناء حسين الجسمى ، تتر مسلسل العار غناء آدم مسلسل الكابوس أغنية حب ياذى غناء آدم تتر مسلسل دكتور أمراض نسا غناء احمد جمال تتر مسلسل جبل الحلال غناء إبراهيم الحكمى تتر مسلسل ازمه نسب تتر مسلسل أبو البنات تتر مسلسل رأس الغول غناء احمد زعيم تتر مسلسل الوالده باشا غناء حسين الجسمى تتر مسلسل الاكسلانس تتر مسلسل كشكول لكل مواطن تتر مسلسل ذهاب وعوده غناء صابر الرباعى تتر مسلسل دلع بنات تتر مسلسل الريان غناء فضل شاكر تتر فيلم رشه جريئة تتر فيلم الثلاثة يشتغلونها تتر مسلسل وعد غناء كارول سماحه تتر مسلسل حاله عشق غناء نانسى عجرم تتر مسلسل حكايات بنات غناء نانسى عجرم تتر مسلسل امبراطوريه مين غناء هشام عباس تتر مسلسل 9 جامعه الدول غناء محمد حماقى تتر مسلسل ارض النعام غناء محمد فؤاد تتر مسلسل خطوط حمراء غناء محمد فؤاد تتر مسلسل الحكر غناء محمد محى تتر مسلسل الشك غناء وائل جسار
- اوبريت مصراوى غناء مدحت صالح ، هانى شاكر ، حسين الجسمى ، محمد فؤاد ، حكيم ، امال ماهر ولطيفه أوبريت هتفضل أهل أوبريت علشان بلادى
- اشتهر وليد سعد بأنه صاحب أول نجاح وأول بصمه لكثير من نجوم الغناء في الوطن العربي، مثل «بياع القلوب» لـ«فضل شاكر»، «مشيت خلاص» لـ«وائل جسار»، و«بحبك وحشتينى» لـ«حسين الجسمي» و«أشوف فيك يوم» لـ«عبد الفتاح الجرينى».. وغيرهم..[3]

## الجوائز
الجوائز - جائزه أفضل ملحن بمهرجان الموسيقى العربيه بدار الاوبرا المصرية
2007 جائزه أفضل ملحن بالميدل ايست ميوزك اورد
2009 جائزه أفضل ملحن بالميدل ايست ميوزك اورد
2010 جائزه أفضل ملحن في مهرجان دير جست
2012 جائزه أفضل ملحن بالميدل ايست ميوزك اورد
2012 جائزه أفضل ملحن في مهرجان دير جست
2013 جائزه أفضل ملحن بالميدل ايست ميوزك اورد
2013 جائزه أفضل ملحن في مهرجان دير جست
2014 جائزه أفضل ملحن بالميدل ايست ميوزك اورد
2014 جائزه أفضل ملحن في مهرجان دير جست
2015 جائزه الأكثر موهبه بالميدل ايست ميوزك اورد